# Disraeli Gears
A Disraeli Gears a Cream második albuma, amely Nagy-Britanniában 1967 novemberében, az USA-ban pedig decemberben jelent meg, és amellyel nemzetközi hírnevet szereztek. Az album Nagy-Britanniában az 5., az USA-ban a 4. helyet érte el. Két kislemez is megjelent róla, a "Strange Brew" és a "Tales of Brave Ulysses". Ebben az időben a zenekar eltávolodott a blues-tól, és a pszichedelikus zene felé vették az irányt.
Baker, Bruce és Clapton is részt vett a dalok írásában Pete Brown költő és Felix Pappalardi producer (és felesége) segítségével. A "Blue Condition"-ben Baker énekelt, és a "Mother's Lament"-ben is élénken közreműködött (egyébként könnyen felismerhető északi tájszólásáról). A felvételek a New York-i Atlantic Studios-ban készültek.
A pszichedelikus borítót Martin Sharp tervezte, akit Clapton még a chelsea-i művésztelepről ismert, ugyanis ugyanabban az épületben laktak. Amikor először találkoztak egy londoni klubban, Clapton megemlítette, hogy szöveg kéne az egyik dalához. Sharp egy szalvétára írt egy verset, majd Clapton-nak adta, aki ezt "Tales of Brave Ulysses" címen vette fel.
Az albumot 2003-ban a VH1 minden idők 87. legjobb albumának választotta, a Minden idők 500 legjobb albuma szavazáson pedig a 112. helyet érte el. Szerepel az 1001 lemez, amit hallanod kell, mielőtt meghalsz című könyvben.
Az album címének semmi köze Benjamin Disraeli brit miniszterelnökhöz, ez ugyanis egy belső használatú vicc volt. Clapton egy versenykerékpárt akart venni. Épp Bakerrel beszélt erről, amikor az egyik roadie, Mick Turner bizonyos derailleur gears-ekről (magyarul a váltókról) beszélt volna, de ehelyett Disraeli gears-t mondott. A többiek jót nevettek ezen, majd a következő album címének választották. Enélkül a szójáték nélkül a cím csupán Cream lett volna.

## Az album dalai
|     | Cím                    | Szerző(k)                                                          | Hossz |
| --- | ---------------------- | ------------------------------------------------------------------ | ----- |
| 1.  | Strange Brew           | Eric Clapton, Gail Collins, Felix Pappalardi                       | 2:46  |
| 2.  | Sunshine of Your Love  | Jack Bruce, Pete Brown, Eric Clapton                               | 4:10  |
| 3.  | World of Pain          | Gail Collins, Felix Pappalardi                                     | 3:02  |
| 4.  | Dance the Night Away   | Jack Bruce, Pete Brown                                             | 3:34  |
| 5.  | Blue Condition         | Ginger Baker                                                       | 3:29  |
| 6.  | Tales of Brave Ulysses | Eric Clapton, Martin Sharp                                         | 2:46  |
| 7.  | SWLABR                 | Jack Bruce, Pete Brown                                             | 2:31  |
| 8.  | We're Going Wrong      | Jack Bruce                                                         | 3:27  |
| 9.  | Outside Woman Blues    | Arthur Reynolds                                                    | 2:25  |
| 10. | Take It Back           | Jack Bruce, Pete Brown                                             | 3:05  |
| 11. | Mother's Lament        | tradicionális, hangszerelte Ginger Baker, Jack Bruce, Eric Clapton | 1:47  |

### Kislemezek
- Strange Brew/Tales of Brave Ulysses – 1967. június
- Sunshine of Your Love/SWLABR – 1968. szeptember

## Közreműködők
- Ginger Baker – dob, ének, vokál
- Jack Bruce – basszusgitár, ének, vokál, szájharmonika, zongora
- Eric Clapton – gitár, ének, vokál
- Felix Pappalardi – vokál
- Tom Dowd – hangmérnök
- Martin Sharp – borító

## Helyezések
Album – Billboard (USA)
| Év   | Lista       | Helyezés |
| ---- | ----------- | -------- |
| 1968 | Pop Albumok | 4        |
| 1977 | Pop Albumok | 165      |

Kislemezek – Billboard (USA)
| Év   | Kislemez              | Lista          | Helyezés |
| ---- | --------------------- | -------------- | -------- |
| 1968 | Sunshine of Your Love | Pop Kislemezek | 5        |